# Bardża
Bardża (arab. برجا, Barǧā) – miasto w zachodnim Libanie, w kadzie Asz-Szuf, leżące 32 km na południe od Bejrutu, 13 km na północ od Sydonu i 3 km na wschód od wybrzeża Morza Śródziemnego.